# 啯噜
啯噜，或作哥老、哥佬，是自清朝乾隆以后在四川社会中出现的以劫夺谋生的异姓结拜团体；啯噜具有分散性，各群之间没有联系，并在陕南、湘西、鄂西、贵州、云南等地活动。他们的成员被称为啯噜子。

## 簡介
李调元《童山诗集》〈啯噜曲序〉：「啯噜，本音国鲁，蜀人呼赌钱者通曰啯噜，皆作平声，如曰辜奴。」
这些啯噜游民团伙，平时在各府州县场，或偏路僻区、或在江湖河川上，持械搶劫，并从事赌博、綁票、謀杀、强奸、人口販賣、逼良為娼等各种犯罪活动。早期的啯噜并无严密组织、章程，也无明確的政治目标和宗教信仰，即或参加了太平天國或白莲教起事等反清斗争，也不能看作反清组织或农民起义军。
後期的啯噜，受到洪門传入的反清復明思想影響，演變為具有川湖特色的天地會次團體哥老会。